# Hena maysara
Hena maysara est un film égyptien réalisé par Khaled Youssef, écrit par Nasser Abdel Rahman et produit par Albatrous Film Production, sorti en 2007. 

## Synopsis
L'histoire se passe dans les bidonvilles égyptiens appelés manatiq al-Ashwa'iyya, et entend dénoncer la corruption morale qui y prendrait place. Le personnage principal, Sahed, se voit obligée de se prostituer pour survivre. 

## Accueil
Une scène montre un baiser entre elle et une riche cliente. Lors de la sortie du film, ce baiser lesbien cause un scandale au sein de l'université Al-Azhar Al-Sharif, dont certains professeurs menacent même de traîner le réalisateur en justice.

## Récompense
Le film reçoit le prix du meilleur film au 14e festival national du cinéma égyptien du Caire (ar). 